# Robert Jones (rugbista)
Robert Nicholas Jones (Glanamman, 10 de octubre de 1965) es un exjugador británico de rugby que se desempeñaba como medio scrum.

## Selección nacional
Debutó en los Dragones rojos en 1986 y jugó con ellos hasta 1995.

### Participaciones en Copas del Mundo
Disputó tres Copas del Mundo:
| Mundial                       | Sede          | Resultado     | PJ | Tries |
| ----------------------------- | ------------- | ------------- | -- | ----- |
| Copa Mundial de Rugby de 1987 | Nueva Zelanda | Tercer puesto | 6  | 1     |
| Copa Mundial de Rugby de 1991 | Inglaterra    | Primera fase  | 3  | 0     |
| Copa Mundial de Rugby de 1995 | Sudáfrica     | Primera fase  | 3  | 0     |

## British and Irish Lions
Fue convocado a los Lions con quiénes participó en las giras a Australia 1989 y Nueva Zelanda 1993. Además anteriormente había jugado en el centenario de la World Rugby.

## Palmarés
- Campeón del Torneo de las Cinco Naciones de 1994.